# Mariana Mazzucato
Mariana Mazzucato, née le 16 juin 1968 à Rome, est une économiste italo-anglo-américaine, enseignante-chercheuse en économie au Royaume-Uni, à l'université de Sussex, à University College London et à la London School of Economics.
Elle est l'auteure de Entrepreneurial State et The Value of Everything.
Ses travaux peuvent être rattachés aux courants intellectuels de l'économie hétérodoxe, notamment les courants institutionnaliste ou keynésien. Ils déconstruisent le mythe d'un secteur privé qui innoverait de manière totalement autonome, en l'absence de l'action menée par toute institution publique ou privée. Ils montrent au contraire le rôle majeur et indispensable de l'État dans toutes les grandes avancées technologiques de l'époque moderne et contemporaine.
Ses travaux l'ont amené à travailler sur les politiques publiques d'innovation. Elle est à l'origine du concept de  politique publique centrée sur une mission (mission-oriented policy).
En 2019, elle est lauréate du premier « non prix Nobel » remis par l'association « Promoting pluralism in economics », pour ses travaux d'économie politique jugés « hétérodoxes » ,.
Elle est considérée comme l'une des têtes pensantes des socialistes démocrates d'Amérique. Elle a rédigé une partie du programme économique de la campagne de Bernie Sanders et Alexandria Ocasio-Cortez, notamment en matière d'investissement public.

## Biographie
Les parents de Mariana Mazzucato, Ernesto et Alessandra, sont d'origine italienne, et se sont installés aux États-Unis, à Princeton en 1972, avec leurs trois enfants. Ernesto est chercheur en physique nucléaire à l'université de Princeton, au sein du laboratoire de physique des plasma. Mariana Mazzucato a passé les premières années de sa vie aux États-Unis, avant de revenir en Europe au début des années 2000.

### Éducation
Mariana Mazzucato est diplômée de l'université Tufts (1990), en histoire, en relations internationales, en économie. Elle décroche son doctorat d'économie en 1999 à la New School. Elle est aussi diplômée de l'université de Princeton (1986).

### Carrière
Mariana Mazzucato est devenue professeure assistante d'économie en 1997 à l'université de Denver. Elle effectue son post-doc de 1998 à 1999 à la London Business School, où elle travaille avec Paul Geroski. En 2000, elle rejoint le département d'économie de l'Open University, en tant que conférencière, puis professeure en 2004. Elle crée et dirige le centre de recherche sur l'innovation, la connaissance et le développement. Elle passe les années  2007 à 2009 à l'université de Bocconi.
Mariana Mazzucato est membre du Conseil économique du gouvernement écossais, membre du Forum économique, sur le sujet de l'innovation, et est devenue en 2015 membre du groupe d'experts de la Commission européenne sur l'Innovation pour la croissance (Innovation for Growth, RISE).
En 2011, elle publie pour le think tank Demos une première version de son ouvrage The Innovative State montrant qu'aux origines des entreprises les plus innovantes comme Tesla, Google ou Apple, il y avait généralement des programmes de recherche publics.
Elle a créé l'Institute for Innovation and Public Purpose (en) à l'University College London pour former les futurs agents publics aux politiques publiques fondées sur une mission.
En 2017, elle travaille avec le Commissaire européen à la Recherche, à l'Innovation et à la Science, Carlos Moedas, sur le programme Horizon Europe, un programme d'investissement pour l'Union européenne.
En 2018, elle travaille avec Alexandria Ocasio-Cortez sur le Green New Deal et la conseille également dans ses discours de politique économique.
L'Organisation mondiale de la santé la désigne en novembre 2020 pour prendre la tête d’un comité sur l’économie de la santé globale.
Au printemps 2023, elle est mandatée par Leilani Farha d'ONU-Habitat, par LSE Cities et par l'Institut des politiques publiques de la Bartlett School d'UCL pour rédiger une note sur des stratégies d'investissement public post-keynésiennes en matière de logement. La note paraît en juin 2023.

## Travaux de recherche
En 2013, elle publie un essai intitulé The Entrepreneurial State: debunking public vs. private sector myths, où elle développe la thèse selon laquelle le principe d'un rôle de l'État limité à corriger les erreurs de marché et à laisser au secteur privé la part belle sur l'innovation et l'entrepreneuriat serait un principe totalement erroné. Elle y présente de nombreux produits qui ont bénéficié d'un effort considérable et d'une prise de risque tout aussi importante de la part de l'État, là où les marchés auraient adopté une attitude beaucoup plus risk-averse, rendant improbable les chances de succès de l'innovation. Ainsi, le succès de l'iPhone tiendrait non seulement au génie de Steve Jobs et d'Apple, mais aussi aux investissements colossaux réalisés par l'État américain pour développer les infrastructures Internet (projet ARPANET), de l'écran tactile, ou celles du réseau de satellites qui nous permet de disposer du GPS. Même un logiciel de reconnaissance vocale comme Siri, au-delà d'être le fruit de travaux de recherche et développement individuels comme ceux d'Adam Cheyer, bénéficie largement des apports de sujets de recherche lancés par des organismes publics, avant que la technologie ne soit transférée au privé.
Pour Mariana Mazzucato, il y a une double injustice. La première, c'est celle de laisser croire que les partenaires privés sont les seuls capables de piloter l'innovation : c'est faux, ils ne savent que favoriser l'émergence de technologies sur le court ou le moyen terme, seul l'État étant capable de porter des projets d'envergure. La seconde, c'est de laisser les acteurs privés tirer tout le bénéfice de cette croyance, au détriment de l'État, qui ne voit pas ses investissements rétribués à leur juste valeur.

## Distinctions
- 2017 : Doctorat honoris causa de l'université de Hasselt[7]

## Publications
- Mazzucato, M. (2000), Firm Size, Innovation and Market Structure: The Evolution of Market Concentration and Instability, Edward Elgar, Northampton, MA,  (ISBN 1-84064-346-3), 138 pages.
- Mazzucato, M. (Ed, 2002), Strategy for Business, A Reader, Sage Publications, London, 2002,  (ISBN 0-7619-7413-X), 378 pages.
- Mazzucato, M. and Dosi, G. (Eds, 2006), Knowledge Accumulation and Industry Evolution: Pharma-Biotech, Cambridge University Press, Cambridge UK,  (ISBN 0-521-85822-4), 446 pages.
- Mazzucato, M., Lowe, J., Shipman, A. and Trigg, A. (2010), Personal Investment: Financial Planning in an Uncertain World, Palgrave Macmillan, Basingstoke UK,  (ISBN 978-0-230-24660-7), 448 pages.
- Mazzucato, M. (2013), The Entrepreneurial State: debunking public vs. private sector myths, Anthem Press: London, UK,  (ISBN 9780857282521)
  - Mazzucato, M. (2011), The Entrepreneurial State, Demos, London, UK.  (ISBN 978-1-906693-73-2), 149 pages.
  - Mazzucato, M. (2015), The Entrepreneurial State (US Edition), Public Affairs  (ISBN 9781610396134).
  - Mazzucato, M. (2020), L'État entrepreneur: Pour en finir avec l'opposition public privé, traduction française, Fayard
- Mazzucato, M. and Perez, C. (2015), Innovation as Growth Policy, in "The Triple Challenge:  Europe in a New Age", J. Fagerberg, S. Laestadius, and B. Martin (eds.), Oxford University Press: Oxford  (ISBN 9780198747413)
- 2018 : Mission-Oriented Research & Innovation in the European Union
- 2018 : The Value Of Everything : Making and Taking in the Global Economy, éditions Allen Lane
- 2019 : A Mission-Oriented UK Industrial Strategy
- 2021 : Mission Economy: A Moonshot Guide to Changing Capitalism, éditions Allen Lane